# 许森 (1923年)
许森（1923年—1991年），男，江苏邗江人，中华人民共和国政治人物，曾任山东省社会科学界联合会副主席，山东省人大常委会副主任。